# New London Chorale
Onder de groepsnaam The New London Chorale is een aantal albums verschenen onder leiding van Tom Parker waarop klassieke muziek gepopulariseerd wordt. Sinds 1987 zijn er ook uitvoeringen gegeven. Hierbij is samengewerkt met zangers en zangeressen als: Vicki Brown, Madeline Bell en Katie Kissoon.
De albums:
- The Young Messiah (1979) - Vicki Brown, Madeline Bell, Steve Jerome, George Chandler
- The young Matthew Passion (1986) - Vicki Brown, Madeline Bell, Gordon Neville, Steve Jerome
- The young Wolfgang Amadeus Mozart (1986) - Vicki Brown, Madeline Bell, Gordon Neville
- The young Christmas (1987) - Gaynor Wild, Gordon Neville
- The Young Verdi (1988) - Vicki Brown, Madeline Bell, Gordon Neville
- The Christmas album (1989) - Vicki Brown, Gordon Neville, Shezwea Powell
- The Young Beethoven (1990) - Vicki Brown, Julliet Roberts, Gordon Neville
- The Young Puccini (1991) - Gordon Neville, Amy Vanmeenen, Marilyn David, Tony Jackson
- The Young Schubert (1991) - Marilyn David, Amy Vanmeenen, Lance Ellington, Gordon Neville
- The young Tchaikovsky (1993) - Marilyn David, Amy Vanmeenen, Lance Ellington, Gordon Neville
- Christmas with the New London Chorale (1994) - Marilyn David, Amy Vanmeenen, Lance Ellington, Gordon Neville
- The young Handel (1995) - Marilyn David, Amy Vanmeenen, Lance Ellington, Gordon Neville
- Young Forever (1996)
- Sing in with the New London Chorale (1996) - Marilyn David, Amy Vanmeenen, Lance Ellington, Gordon Neville
- The new Amadeus Mozart (1997) - Amy Vanmeenen, Janet Mooney, Lance Ellington, Gordon Neville
- It's for you (1999) - Amy Vanmeenen, Janet Mooney, Lance Ellington, Gordon Neville
- The young Mendelssohn (2004) - Amy Vanmeenen, Jackie Rawe, Lance Ellington, Gordon Neville
- Viva Verdi (2012) - Janet Mooney, Jenna Lee-James, Lance Ellington, Gordon Neville

The New London Chorale heeft alleen nog een fanpagina op Facebook.
Overige Tom Parker-projecten:
- Joy - Apollo 100 (1972)
- European Sound Project (1990)
- The Commandments (1990) Amy Vanmeenen, Anita Meyer, Rob de Nijs, Edward Reekers

## Dvd's
| Dvd's met hitnoteringen in de Nederlandse Music Top 30 | Datum van verschijnen | Datum van binnenkomst | Hoogste positie | Aantal weken | Opmerkingen    |
| ------------------------------------------------------ | --------------------- | --------------------- | --------------- | ------------ | -------------- |
| Live in concert                                        | 2008                  | 23-02-2008            | 12              | 12           | met Tom Parker |

## NPO Radio 2 Top 2000
| Nummer met noteringen in de NPO Radio 2 Top 2000 | '99 | '00 | '01 | '02 | '03 | '04 | '05 | '06 | '07 | '08 | '09 | '10 | '11 | '12  | '13  | '14  | '15  |
| ------------------------------------------------ | --- | --- | --- | --- | --- | --- | --- | --- | --- | --- | --- | --- | --- | ---- | ---- | ---- | ---- |
| Stay with Me 'til the Morning (met Vicki Brown)  | 310 | 681 | 267 | 822 | 628 | 538 | 708 | 491 | 750 | 596 | 549 | 614 | 811 | 1265 | 1313 | 1122 | 1371 |

1. ↑  Een vetgedrukt getal geeft de hoogste notering aan.
2. ↑  Deze tabel is bijgewerkt tot en met de laatste editie (2024).